# Боју Маре (Марамуреш)
Боју Маре (рум. Boiu Mare) насеље је у Румунији у округу Марамуреш у општини Боју Маре. Oпштина се налази на надморској висини од 419 m.

## Становништво
Према подацима из 2002. године у насељу је живело 1276 становника, од којих су сви румунске националности.

### Хронологија
| Година       | 1992 | 1993 | 1994 | 1995 | 1996 | 1997 | 1998 | 1999 | 2000 | 2001 | 2002 | 2003 | 2004 | 2005 | 2006 | 2007 | 2008 | 2009 | 2010 | 2011 | 2012 | 2013 | 2014 | 2015 | 2016 | 2017 |
| ------------ | ---- | ---- | ---- | ---- | ---- | ---- | ---- | ---- | ---- | ---- | ---- | ---- | ---- | ---- | ---- | ---- | ---- | ---- | ---- | ---- | ---- | ---- | ---- | ---- | ---- | ---- |
| Становништво | 1409 | 1381 | 1359 | 1347 | 1330 | 1316 | 1310 | 1286 | 1268 | 1247 | 1239 | 1223 | 1205 | 1185 | 1172 | 1167 | 1180 | 1182 | 1181 | 1170 | 1150 | 1150 | 1144 | 1130 | 1133 | 1132 |